# Epitemna vitrinervis
Epitemna vitrinervis är en insektsart som beskrevs av Schmidt 1912. Epitemna vitrinervis ingår i släktet Epitemna och familjen Ricaniidae. Inga underarter finns listade i Catalogue of Life.